# Paul Seban
Pour les articles homonymes, voir Seban.
Paul Seban est un journaliste et réalisateur français né le 21 octobre 1929 à Sidi-bel-Abbès (Algérie) et mort le 1er juillet 2020 à Paris.

## Biographie
Après avoir passé toute son enfance en Algérie, Paul Seban, issu d'une famille d'origine juive, arrive en France et s'installe à Paris à l'âge de 19 ans. Diplômé d'une licence de droit, il prépare le concours d'entrée de l'IDHEC, établissement qu'il intègre  en 1949. Il est diplômé en 1952.
Sur le tournage du film French Cancan, en 1954, il rencontre Jean Renoir et commence sa carrière comme son assistant réalisateur. Il travaille également aux côtés de grands noms du cinéma tels que Alexandre Astruc, Marcel Carné, Stanley Donen et Orson Welles.
« Avec Welles et Renoir, on avait juste à écouter et à observer » a-t-il déclaré. Ces rencontres l'ont marqué.
Alors que le cinéma connaît des difficultés dans les années 1950, parallèlement à ses projets sur grand écran, Paul Seban travaille pour la télévision, également en tant qu'assistant réalisateur. La télévision est alors une véritable découverte pour les Français. 
En 1961, année où il devient réalisateur pour la télévision, lors d'une interview pour l'émission Lectures pour tous présenté par Pierre Dumayet, dont il est le réalisateur, Paul Seban rencontre, pour la première fois, Marguerite Duras. Ensemble, ils vont travailler sur des courts-métrages pour la télévision. Quelques années plus tard, ils sont amenés à collaborer. En 1967, n'ayant aucune notion du cinéma à cette époque, Duras va en effet faire appel à Paul Seban pour son film La Musica, adaptation de la pièce de théâtre de Duras. Selon lui, il était question d'une « lutte avec les acteurs et avec Duras ». Il décrit le tournage comme difficile mais par sa difficulté, en somme, une belle expérience.
Ayant notamment travaillé pour Cinq colonnes à la une et "Portrait-souvenir" de Roger Stéphane, à partir de 1966, il se consacre entièrement à la télévision qui, selon lui, permet plus de « recherches formelles ».. Parfois connu en tant que journaliste, il a écrit de nombreux articles pour des revues dont Positif et la Ligue de l'enseignement
Paul Seban est aussi un cinéaste politique. Il a réalisé des films militants et anti-colonialistes notamment pour la CGT, La CGT en mai 1968 et Pourquoi la grève. Engagé au Parti communiste français depuis 1946, il n'a cessé de militer.
Il meurt le 1er juillet 2020 à Paris,.
Il a reçu de la SCAM le Grand prix du documentaire pour l'ensemble de son œuvre en 1981.

## Filmographie

### Réalisateur
- 1961: Vingt mille lieues sur la terre, de Marcel Pagliero.

Paul Seban a été le réalisateur de la seconde équipe.
- 1964 : Jean Cocteau répond à Roger Stéphane (TV)
- 1965 : La Longue Nuit (TV) qui retrace à partir de photographies l'Occupation de Paris par les armées allemandes
- 1966 : Marguerite Duras chez les fauves (TV)
- 1967 : La Musica co-réalisé avec Marguerite Duras et produit par Jules Dassin
- 1967 : Ce jour-là, co-réalisé avec Marcel Trillat et Jacques Krier (TV)
- 1976 : Un jeune homme rebelle (TV) adapté d'une nouvelle de Henry James
- 1976 : Cinéma 16 - téléfilm : La Limousine (TV)
- 1979 : Le destin personnel (TV)
- 1981 : Catherine (TV)
- 1982 : Contes modernes: À propos du travail (TV)
- 1982 : Cinéma 16 - téléfilm : Délit de fuite (TV)
- 1983 : Pour Élisa (TV)
- 1985 : Une péniche nommée Réalité (TV)
- 1986 : Les mystérieux tueurs fous (TV)
- 1975 : Les amants d'Avignon (TV)
- 1975 : Le mammouth (TV)
- 1998 : Traces de mai (TV)

### Assistant réalisateur
- 1955 : French Cancan de Jean Renoir
- 1958 : Les Tricheurs de Marcel Carné
- 1958 : Une vie, d'Alexandre Astruc
- 1960 : Demain en Nanguila, de Joris Ivens (tourné au Mali)
- 1961 : Les Godelureaux, de Claude Chabrol
- 1962 : Le Procès d'Orson Welles
- 1963 : Charade, de Stanley Donen